# Pedro de Mariz
Pedro de Mariz (Coimbra, c. 1550 - Lisboa, 24 de novembro de 1615) foi um bibliotecário, historiador e escritor de Portugal.
Tornou-se presbítero e bacharel em Cânones, e trabalhou na tipografia de seu pai, Antônio de Mariz, notável impressor régio da Universidade de Coimbra. Em 1602 foi indicado Guarda-Mor da Livraria do Estudo, sendo responsável pera importação de livros estrangeiros.
A sua principal obra é Diálogos de varia história em que sumariamente se referem muitas coisas antigas, em que foi o primeiro a publicar as biografias dos monarcas lusos junto com seus retratos. Sua obra serviu de referência para diversas obras literárias, incluindo Os Doze de Inglaterra. Os "Diálogos de varia história" se referem a Cristóvão Colombo como sendo de origem genovesa.
Também escreveu a História do bem-aventurado São João de Sahagun e a História admirável do santíssimo milagre de Santarém, além de outras peças deixadas em manuscrito. Entretanto, ele é talvez mais lembrado por ter escrito o primeiro esboço biográfico sobre Luís de Camões, trinta e três anos depois da morte do poeta, que acompanhou a edição de 1613 de Os Lusíadas comentada por Manuel Correia.